# فرودگاه ژانویه
فرودگاه ژانویه (به انگلیسی: Janvier Airport) یک فرودگاه همگانی است که یک باند فرود شن دارد و طول باند آن ۱۳۷۲ متر است. این فرودگاه در کشور کانادا قرار دارد و در ارتفاع ۴۸۰ متری از سطح دریا واقع شده‌است.